# Chaînon House
Pour les articles homonymes, voir House.
Le chaînon House est un massif montagneux de la province géologique de Basin and Range, région du Grand Bassin, situé dans le comté de Millard, dans l'Ouest de l'Utah, aux États-Unis,,. Le chaînon House est distant d'environ 65 km de la ville de Delta.
Les quatre sommets les plus hauts du chaînon sont le pic Swasey, situé dans Swasey Mountain (en), culminant à 2 947 m d'altitude ; le pic Notch, le second sommet le plus haut, à 2 943 m d'altitude ; le Tatow Knob, à 2 560 m d'altitude ; le pic Howell, à 2 544 m d'altitude,,,.
Le chaînon est nommé par l'officier James H. Simpson (en) en 1859,. Le chaînon House a ensuite été successivement exploré par Grove Karl Gilbert, William Morris Davis et Charles Doolittle Walcott,.
Plusieurs des formations géologiques constituant la stratigraphie du chaînon contiennent des gisements fossilifères : les schistes de Wheeler, la formation de Marjum, la formation de Weeks et la formation d'Orr, datés du Cambrien ; la formation de Notch Peak (en), datée du Cambrien et de l'Ordovicien ; le calcaire de House (en) et le calcaire de Fillmore (en), datés de l'Ordovicien,,.
Le chaînon House comprend trois aires naturelles protégées : l'aire de la montagne Swasey, l'aire du pic Howell et l'aire du pic Notch,. Ces trois aires protégées ont chacune fait l'objet d'une étude (en) préliminaire par le Bureau de gestion du territoire en 1986,,. Ces études ont été complétées par deux évaluations des ressources minérales des aires protégées, évaluations réalisées sous l'égide du Bureau des Mines des États-Unis (en) et de l'Institut d'études géologiques des États-Unis,,.

## Historique des explorations et recherches

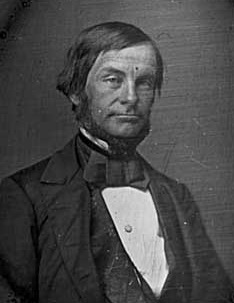
L'officier de l'armée des États-Unis explore et nomme le chaînon House en 1859.

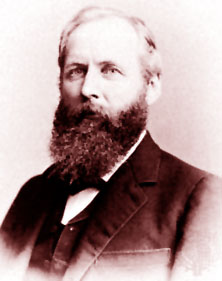
Le géologue Grove Karl Gilbert explore le chaînon House en 1871-1872, en 1901 et en 1917.

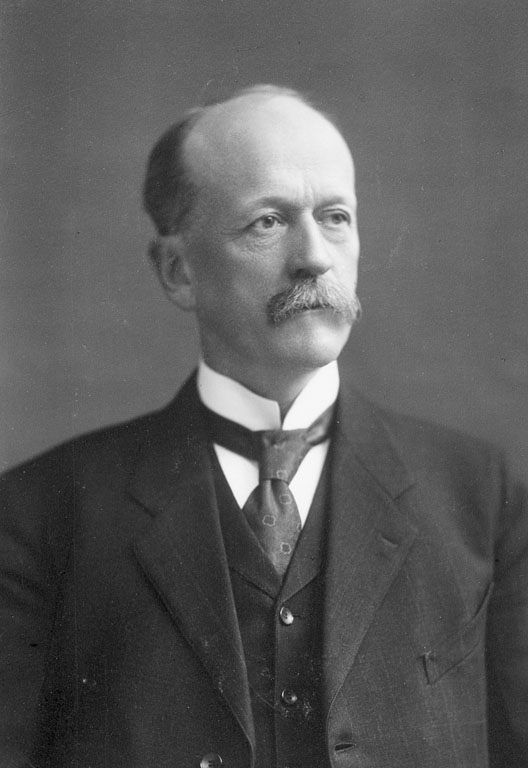
Le paléontologue Charles Doolittle Walcott explore le chaînon en 1903 et en 1905.

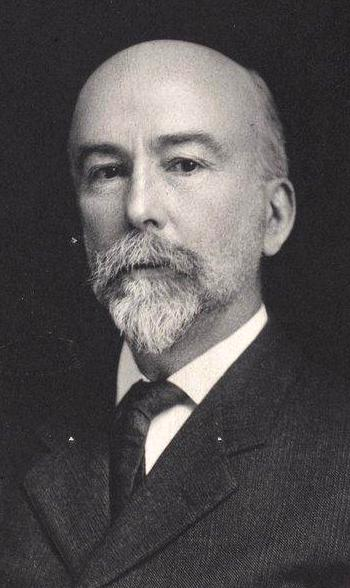
Le géographe William Morris Davis explore le chaînon en 1904.

En 1859, le capitaine du Corps du génie de l’armée de terre des États-Unis James Hervey Simpson (en) est chargé d'établir une meilleure route pour traverser la région du Grand Bassin. Le 26 juillet, l'officier américain prospecte le Dome Canyon, situé dans le chaînon House. Il y découvre de petites caves taillées dans le roc. Simpson désigne le massif montagneux House Range en raison des ressemblances entre les lignes formées par les strates de l'un de ses sommets et « des dômes, des minarets, des maisons et autres structures »,,,.
Le 27 juillet de la même année, le géologue Henry Engelmann fait la première découverte connue de fossile au sein du chaînon House, à Antelope Springs ; il met en évidence un spécimen de Elrathia (en) kingii (un trilobite appartenant à l'ordre des Ptychopariida),,.
En 1871-1872, le géologue Grove Karl Gilbert, qui fait partie de l'exploration Wheeler (en), menée par George Wheeler, réalise la première carte géologique du chaînon House, représentée en coupe transversale, d'ouest en est,. Gilbert relève également des mesures de la stratigraphie cambrienne du site Antelope Springs et recense trois spécimens de fossiles de trilobite et un spécimen de brachiopode : Asaphiscus (en) wheeleri, Conocoryphe (en) kingii, Agnostus, Discina (en). Les observations faites par Gilbert lors de l'expédition l'amènent à envisager l'existence d'une faille normale longeant le côté ouest du chaînon House. Le résultat de ses travaux sont publiés en 1875. En 1901, Gilbert revient dans le comté de Millard et ses études de terrain lui permettent d'établir la présence d'une faille dans le chaînon,,,. Assisté de W. D Johnson, il réalise également une carte topographique du chaînon House,,. Gilbert explore une troisième fois le massif montagneux en 1917.
En août 1903, Charles Doolittle Walcott, assisté de Fred B. Weeks et Dan Orr, effectue une expédition dans le comté de Millard. L'équipe s'établit le 31 août sur le site d'Antelope Spring. Les trois paléontologues mettent en évidence de nombreux fossiles au cours du début du mois de septembre. Le 10 septembre, ils quittent la zone du chaînon House pour y revenir le 19 et s'établissent au col Marjum. L'équipe de Walcott y collecte plusieurs fossiles.
En 1904, le massif montagneux fait l'objet d'une exploration par le géographe William Morris Davis. Davis y réalise des recherches durant une semaine, s'attachant en particulier à la géographie physique du chaînon.
En 1905, Walcott explore à nouveau le chaînon House, assisté de Weeks et Burling,. En septembre, ils relèvent des mesures des différentes unités stratigraphiques du massif montagneux et mettent au jour des fossiles,. Walcott nomme et fait une première description des différentes formations géologiques et unités stratigraphiques cambriennes du chaînon House dans des rapports publiés en 1908,,,,,,.

## Géographie

### Situation

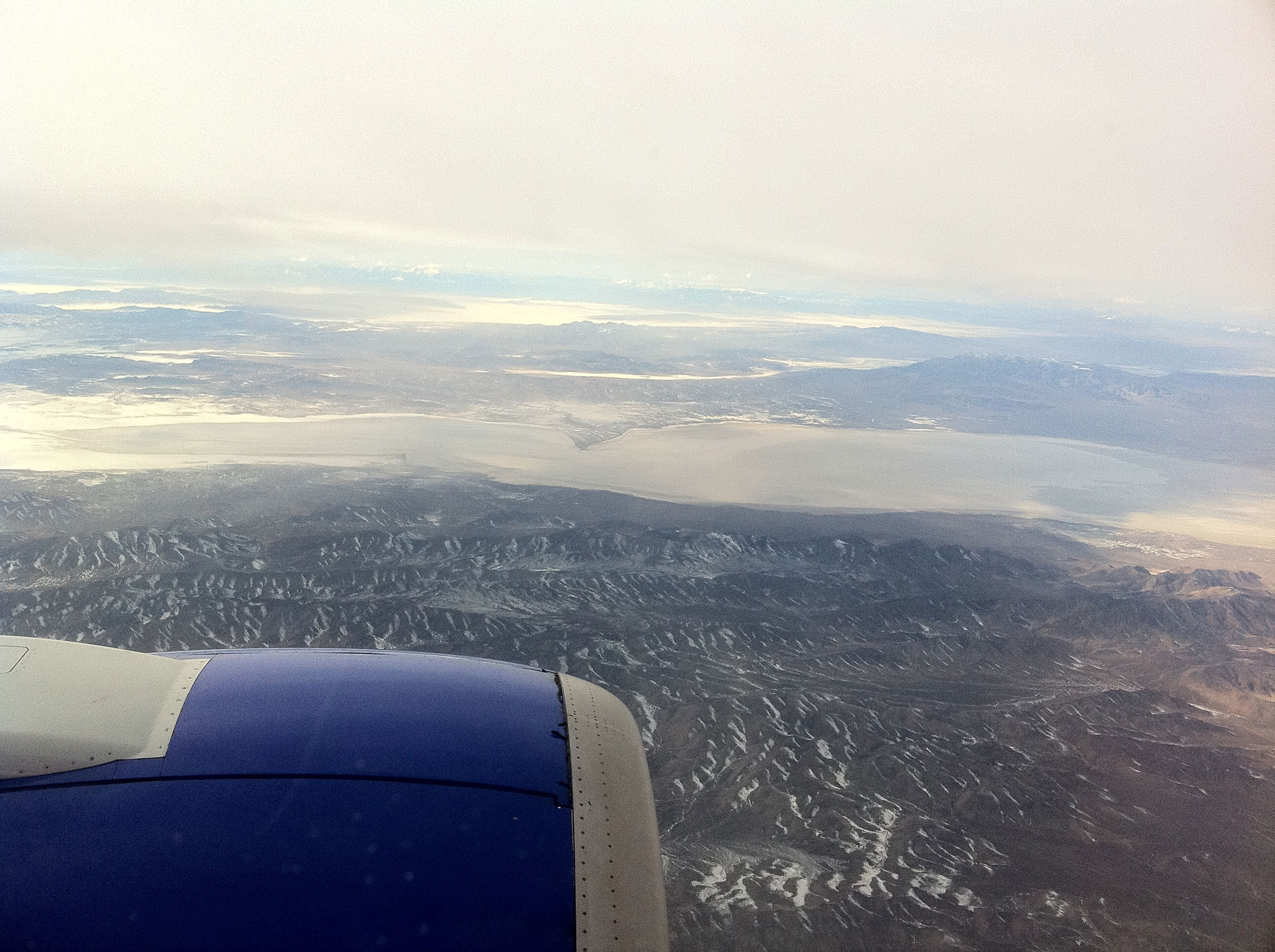
Vue aérienne du lac Sevier bordé par le chaînon House en arrière-plan.

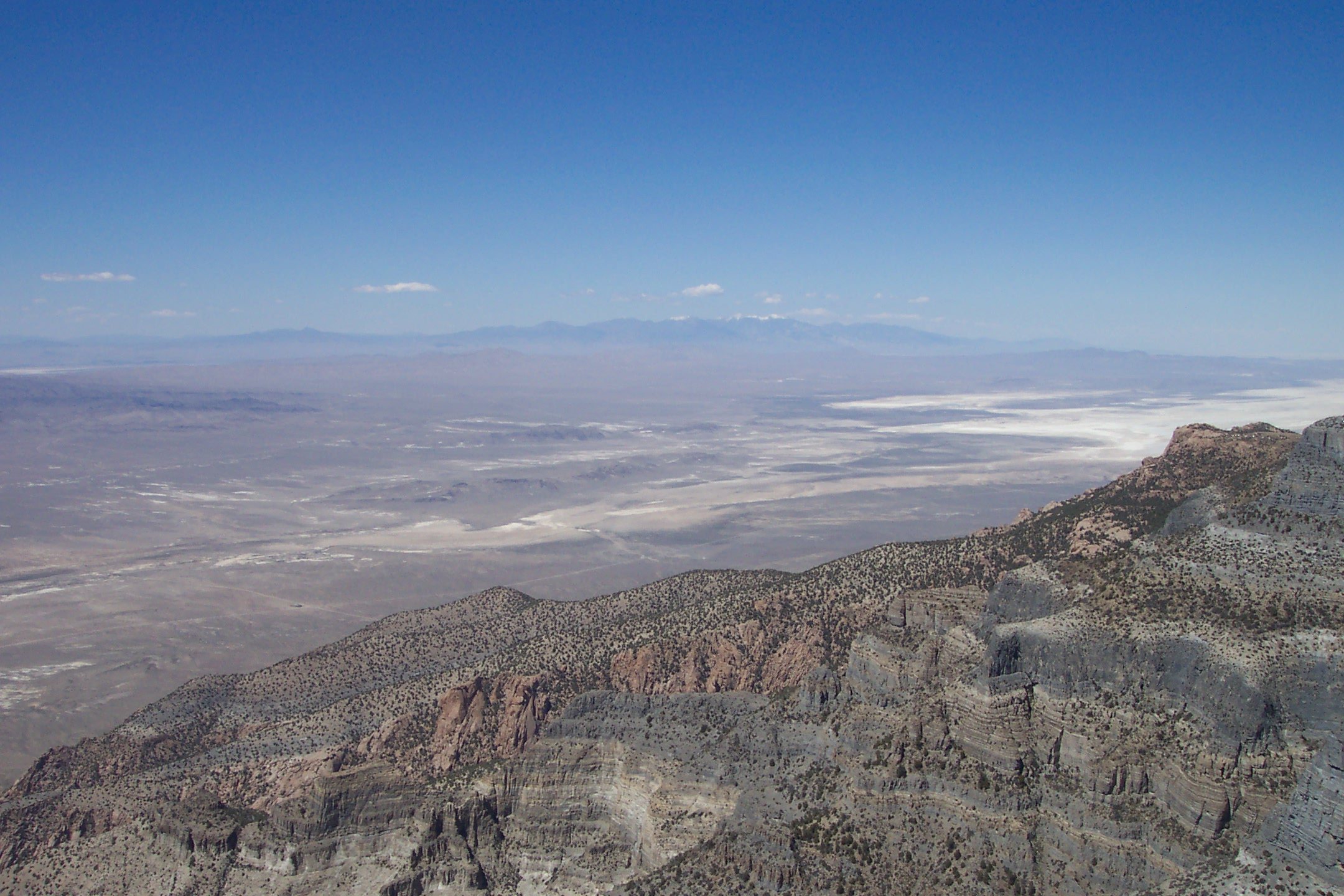
Panorama des environs du chaînon House vu depuis le pic Notch.

Le chaînon House est localisé dans la partie ouest du comté de Millard, dans l'État de l'Utah,. Faisant partie de la province géologique de Basin and Range, le chaînon House est situé dans la région du Grand Bassin des États-Unis,,,. Par ailleurs, l'extrémité sud du chaînon House, comme l'extrémité sud du chaînon Confusion (en), s'inscrit dans l'aire d'Ibex, un bassin intracratonique,.
L'extrémité nord du massif est localisée au point de coordonnées 39° 37′ N, 113° 24′ O, tandis que son extrémité sud est localisée au point de coordonnées 38° 45′ N, 113° 22′ O.
Le massif montagneux se trouve à une distance d'environ 65 km en axe ouest de la ville de Delta. La section centrale du chaînon est établie à une distance d'environ 217 km en axe sud-ouest de la ville de Salt Lake City. Le chaînon se trouve à une distance d'environ 130 km en axe ouest de la chaîne Wasatch.
Le massif montagneux est délimité par la vallée de Tule (en), à l'ouest ; le chaînon Fish Springs (en), au nord (le col Sand séparant les deux chaînons,) ; la vallée de Whirlwind, au nord-est ; le désert de Sevier (en) et le bassin du lac Sevier, à l'est ; la Black Rock road (ou Garrison-Black Rock road), axe le séparant des montagnes Wah Wah (en), au sud,. Le chaînon House est traversé par l'U.S. Route 6-50,,,.

### Topographie

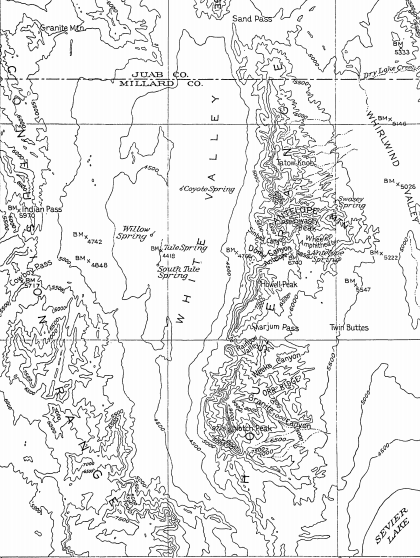
Carte topographique du chaînon House, par Grove Karl Gilbert.

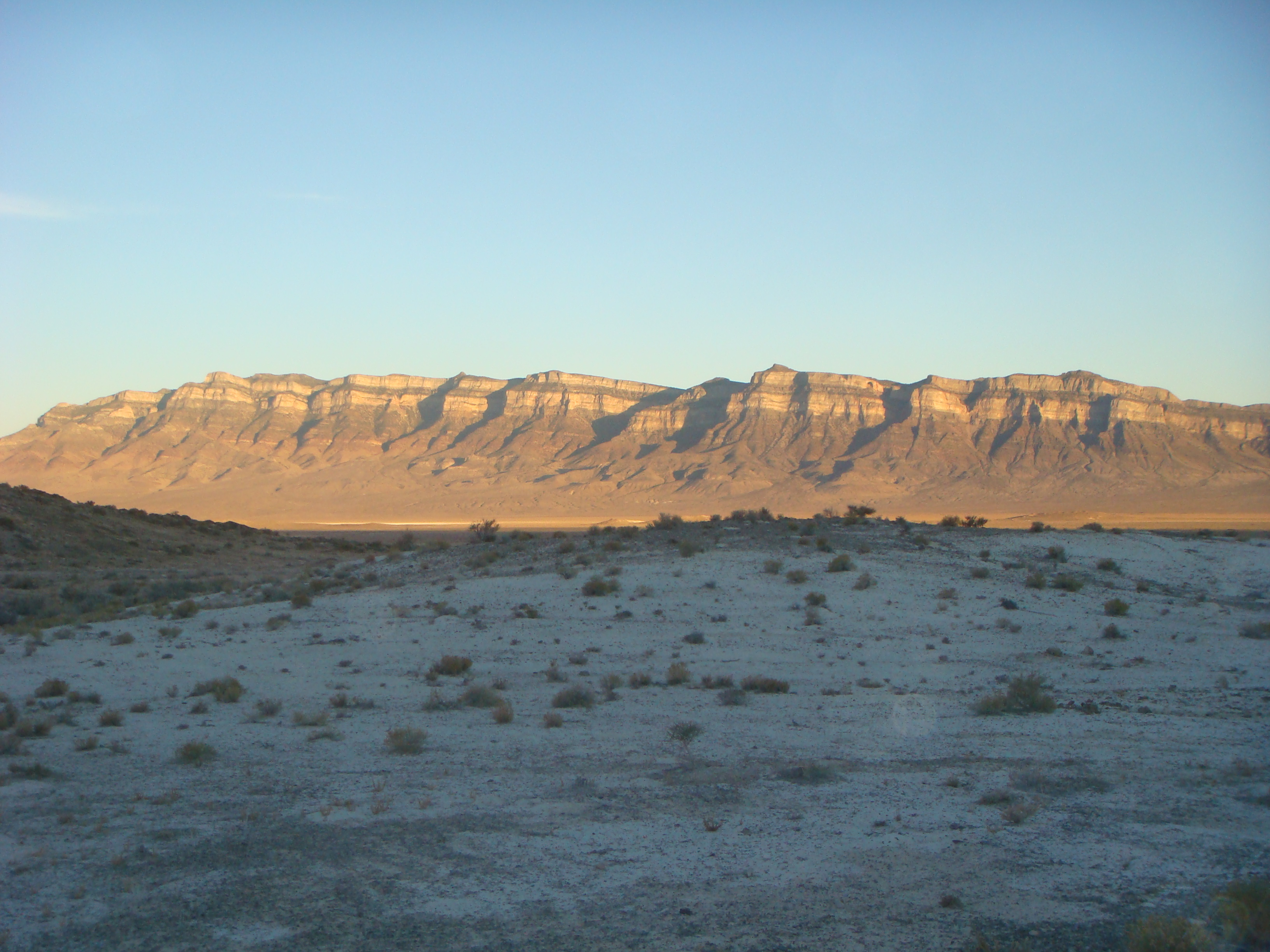
La montagne Swasey vue depuis la vallée Tule.

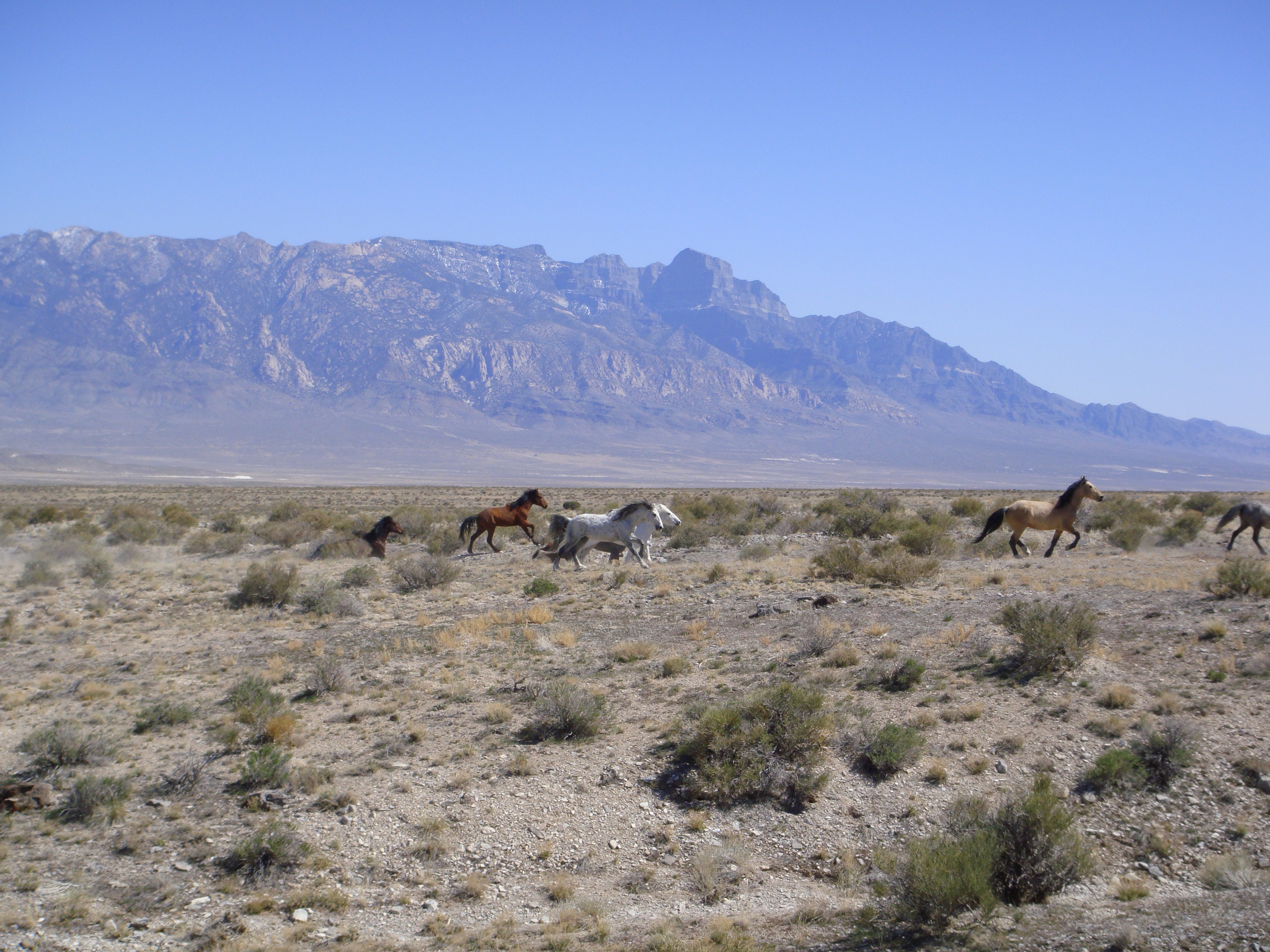
La vallée de Tule avec le chaînon House et le pic Notch en arrière-plan.

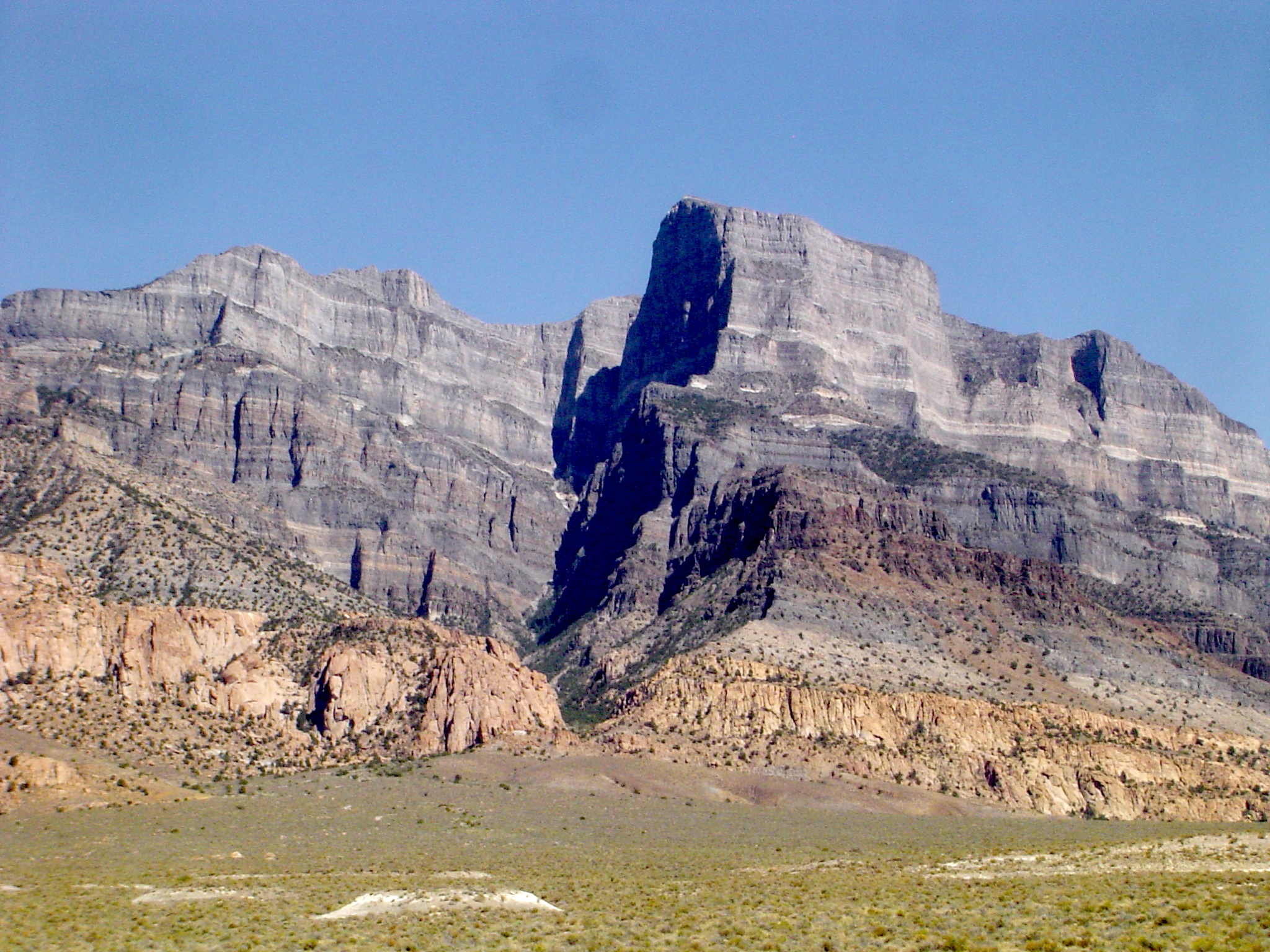
Le, deuxième sommet du chaînon House.

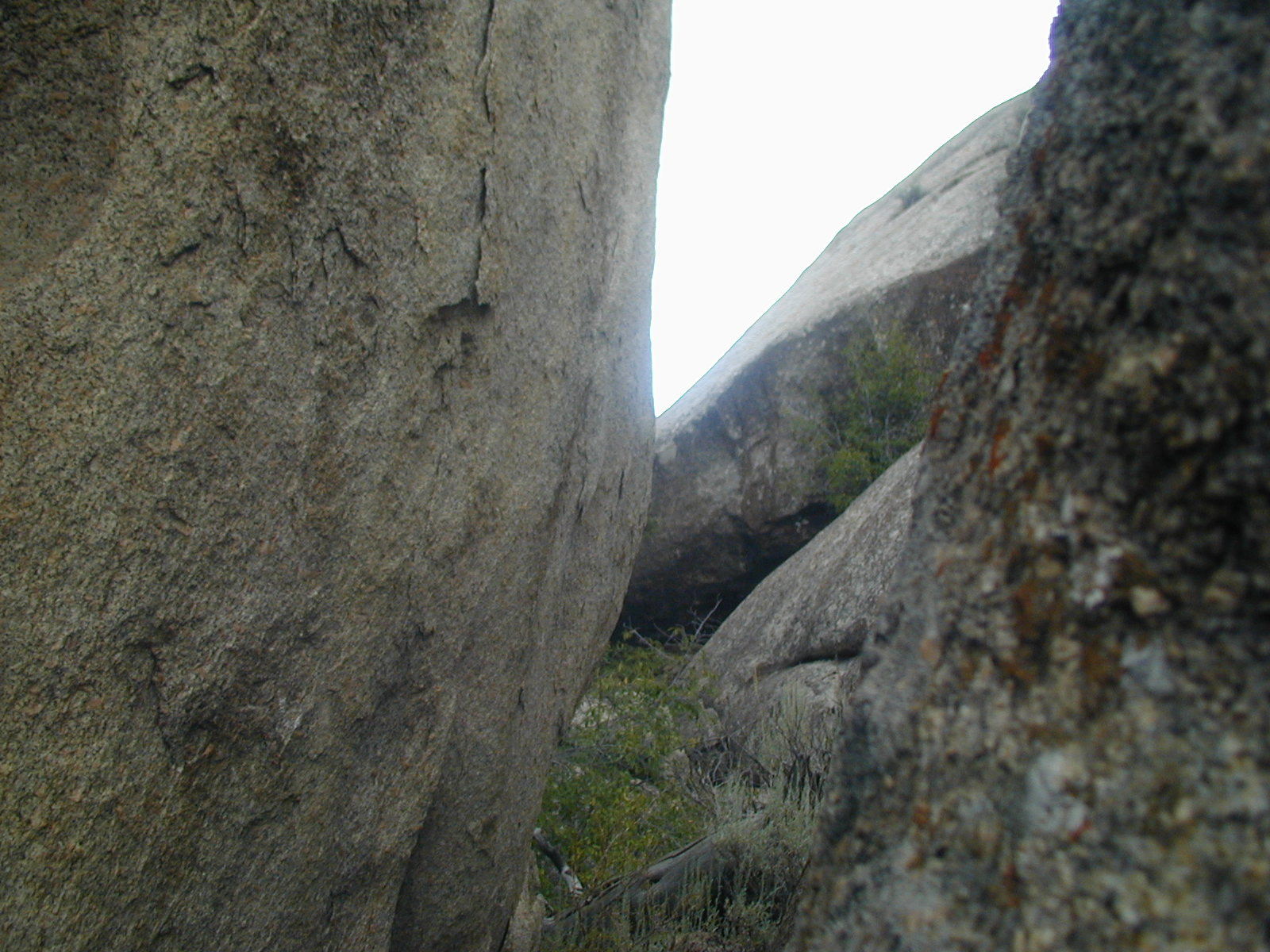
Le canyon Miller, gorge creusée dans le flanc est de la montagne Sawtooth.

#### Vue d'ensemble
Le chaînon House, chaînon « le plus imposant de l'ouest du comté de Millard », s'étend sur une longueur d'environ 97 km, pour une largeur allant de 8 à 16 km. Globalement, le chaînon s'oriente selon un axe nord/sud. Du côté ouest, le tracé du massif dessine une concavité. Le flanc ouest du massif, en très grande partie escarpé, débute à des altitudes allant de 900 à 1 200 m. 
La face occidentale du chaînon est longée par une faille normale — coordonnées géographiques : 39° 23′ N, 113° 23′ O — qui se développe sur 50 km de long pour 5 km de profondeur et dont le rejet vertical atteint une hauteur de 1 600 m.
Le massif montagneux est composé, du nord au sud, de la montagne Swasey, de la montagne Antelope, de la montagne Sawtooth et des monts Black,,.

#### Montagne Swasey
La montagne Swasey (en) — coordonnées géographiques : 39° 27′ N, 113° 20′ O —, qui s'oriente selon un axe nord/sud, se développe sur une longueur d'environ 31 km pour une largeur d'environ 8 km. Elle constitue la section nord du chaînon House. Une partie de la montagne Swasey, son extrémité nord, s'inscrit dans le comté de Juab,. Elle est délimitée par le col Sand — coordonnées géographiques : 39° 37′ N, 113° 24′ O —, au nord, et par le col de Dome Canyon — coordonnées géographiques : 39° 21′ N, 113° 19′ O —, au sud,. La montagne présente deux sommets notables, : le pic Swasey, culminant à 2 947 m d'altitude,, et le Tatow Knob, culminant à environ 2 560 m d'altitude,,. La plus grande partie de la crête de la montagne Swasey s'élève à des altitudes comprises entre 2 300 et 2 600 m. Dans le prolongement du Tatow Knob, en direction du nord et sur une distance de 8 km, le massif atteint jusqu'à 1 829 m d'altitude, avant de marquer une déclivité de 305 m de haut. La paroi ouest, qui se dresse depuis le fond de la vallée Tule à partir de 1 219 m d'altitude, est particulièrement escarpée.

#### Montagne Antelope
La montagne Antelope — coordonnées géographiques : 39° 18′ N, 113° 22′ O —, également appelée Middle Range, s'étend sur une longueur de 11 km,. Elle est encadrée par la montagne Swasey, au nord et la montagne Sawtooth, au sud,. La montagne Antelope présente un sommet notable, le pic Howell — coordonnées géographiques : 39° 13′ 03″ N, 113° 24′ 10″ O —, qui culmine à 2 544 m d'altitude,,. De même que la paroi occidentale de la montagne Swasey, la paroi ouest du secteur du pic Howell, qui surplombe la vallée Tule, est particulièrement abrupte.

#### Montagne Sawtooth
La montagne Sawtooth — coordonnées géographiques : 39° 09′ N, 113° 23′ O — s'étire en direction du sud sur une longueur de 24 km. Elle est délimitée par le col Marjum, au nord, et par le col Skull Rock — point de coordonnées géographiques 39° 02′ 00″ N, 113° 20′ 20″ O, 1 585 m d'altitude —, au sud. La montagne présente un sommet notable, le pic Notch, situé à 27 km en axe sud du pic Swasey, et qui s'élève à une altitude de 2 943 m,,. Le dénivelé entre le pic Notch et le fond de la vallée Tule, située à l'ouest, mesure un peu plus de 1 524 m. Le versant occidental de la montagne est un escarpement abrupt, tandis que son versant oriental se présente comme une pente relativement douce. Au sud du pic Notch, l'angle d'inclinaison de la pente varie entre 5 et 20°. Le flanc oriental est creusé par plusieurs canyons dont les trois plus importants sont le canyon Miller, le canyon North et le canyon Sawtooth.

#### Monts Black
Les monts Black, qui surplombent la vallée du lac Sevier, constituent la section la plus méridionale du chaînon House,,. Ils constituent également le flanc sud de la synclinal qui coupe le chaînon House d'est en ouest, le col Skull Rock en constituant le flanc nord. Les monts s'étendent de leur extrémité nord — coordonnées géographiques : 39° 02′ N, 113° 20′ O — à leur extrémité sud — coordonnées géographiques : 38° 45′ N, 113° 22′ O — sur une longueur d'environ 32 km et s'étirent sur environ 7 km de large. Les monts Black, peu proéminents par rapport au reste du chaînon, atteignent jusqu'à 1 500 m d'altitude.

Vue panoramique du pic Notch et ses alentours
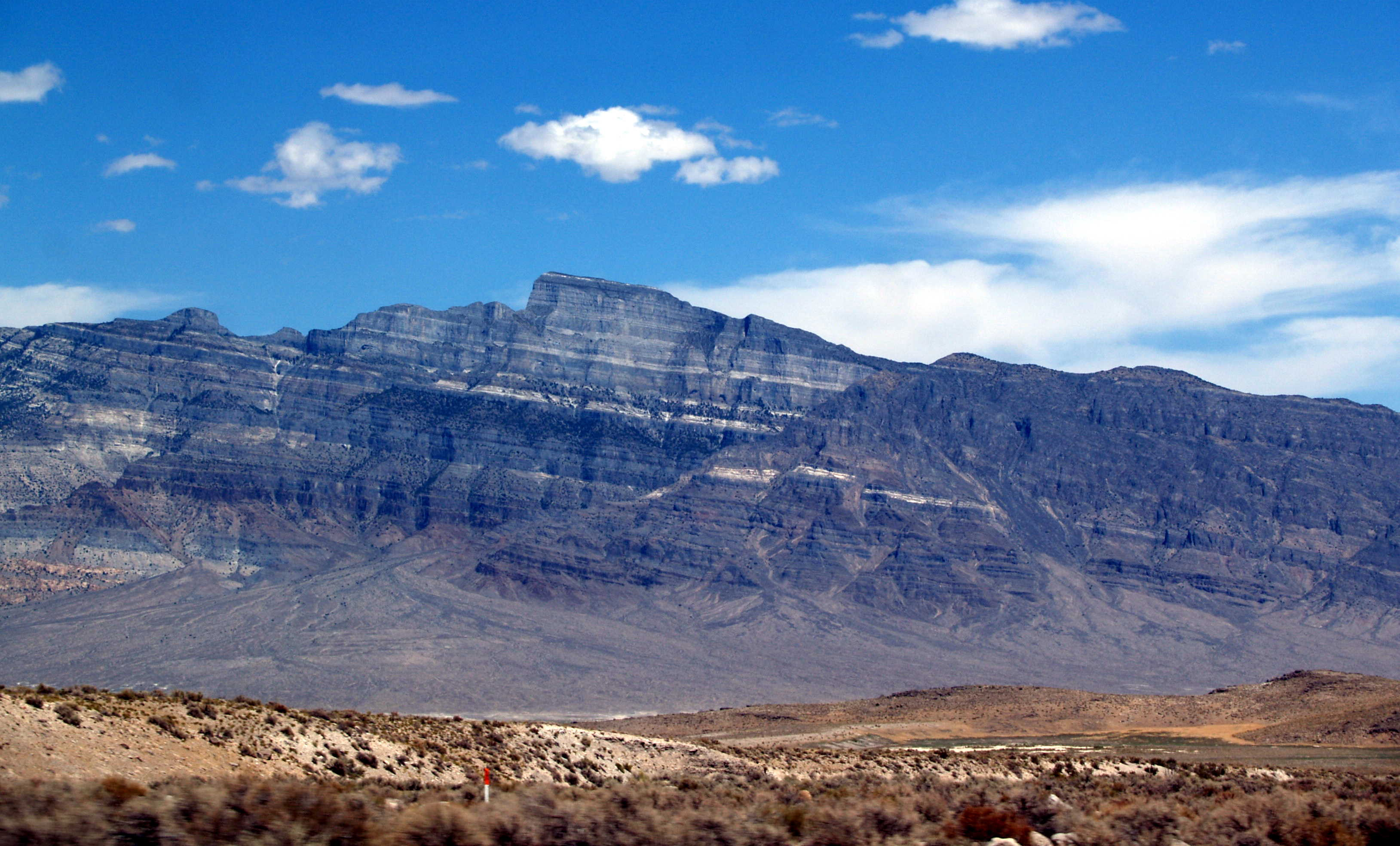

### Géologie
Le chaînon House est une « structure » montagneuse « typique » ou « classique » de la province géologique de Basin and Range,. Globalement, le massif montagneux se présente comme un bloc basculé, résultant d'une « faille extensive », formé au cours du Cénozoïque supérieur,,. Le chaînon peut être également considéré comme un vaste synclinorium ayant « fortuitement » permis l'affleurement de strates datant du Cambrien et de l'Ordovicien. La majeure partie des roches du chaînon datent du Paléozoïque,.

#### Stratigraphie et pétrographie

##### Paléozoïque

###### Cambrien
Nord du chaînon House

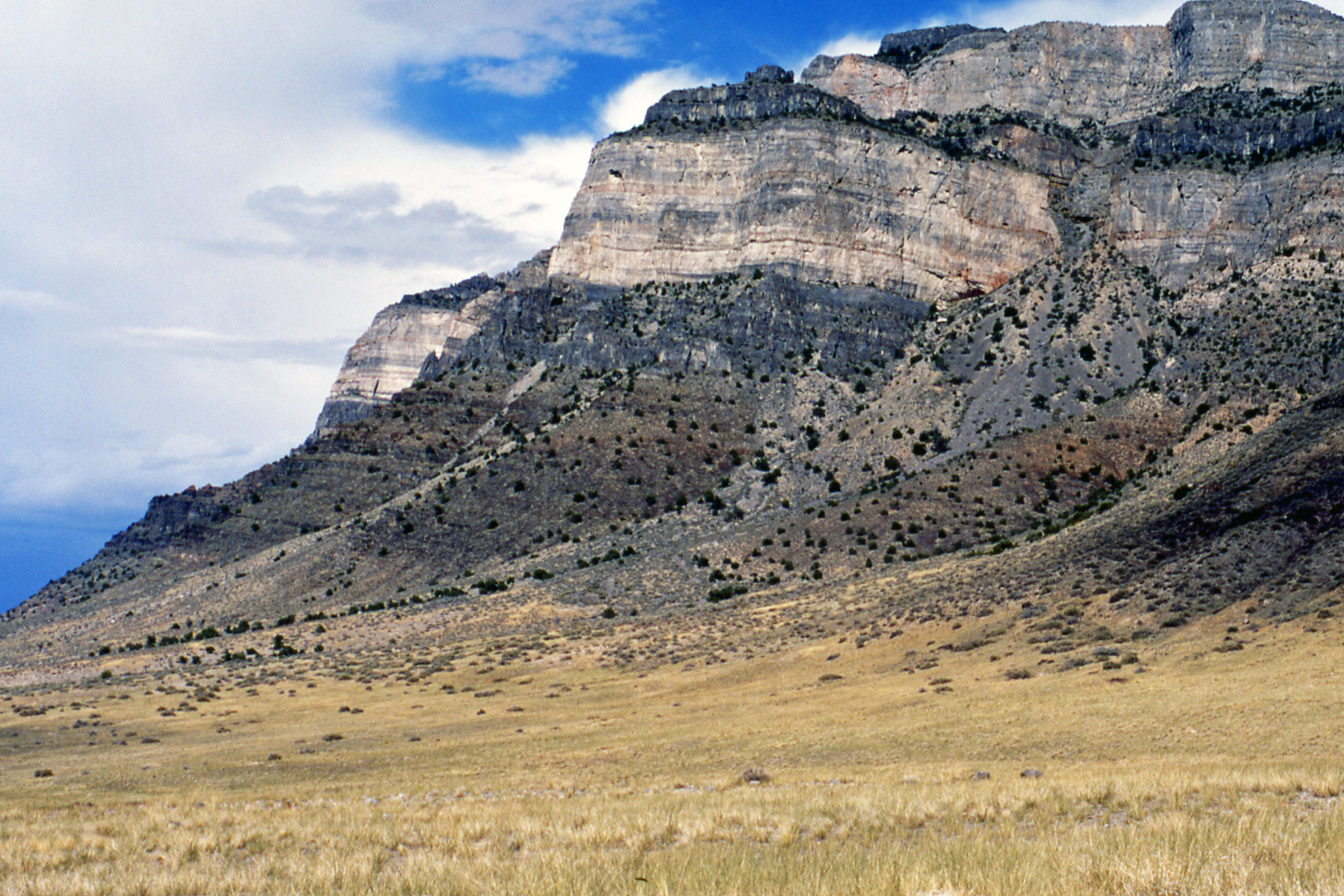
Affleurements de formations géologiques du Cambrien (formation de Pioche, quartzite de Tintic, calcaire d'Howell, formation de Chisholm, calcaire de Dome, formation de Whirlwind et calcaire de Swasey) à l'ouest du col Marjum, sur le flanc occidental du chaînon House.

La séquence stratigraphique de la moitié nord du Chaînon débute au Cambrien inférieur avec la formation géologique dite du quartzite de Prospect Mountain (Ꞓpm),. Les roches de cette formation géologique affleurent sur environ 670 m et ont une épaisseur totale de 1 219 m,. Elles sont essentiellement composées de quartzites de couleur rose à gris et bruns à gris et qui présentent un aspect vitrifié,,. Les roches de quartzite sont traversées par des lits de meulière et des conglomérats de galets quartziques. Le quartzite de Prospect Mountain est recouvert par la formation de Pioche (en) (Ꞓp), datée du Cambrien inférieur et moyen,. La formation de Pioche est constituée de deux unités stratigraphiques, le Lower member et le Tatow member, qui évoluent respectivement sur 128 et 54 m d'épaisseur,,. Le Lower member est essentiellement composé de couches de quartzite phyllitique de couleur gris-brun, à la granulosité fine à moyenne, intercalées par des lits de shales verts et de calcaires. Le Tatow member est composé de couches de roches carbonatées et de quartzite calcio-carbonaté intercalées par des lits de shale phyllitique. Le calcaire d'Howell (Ꞓdh), daté du Cambrien moyen, succède à la formation de Pioche. Le calcaire d'Howell comprend deux unités stratigraphiques : le Millard Member et l'Upper member qui mesurent respectivement 94 et 102 m d'épaisseur,. Le Millard Member est composé de calcaire gris foncé tandis que l'Upper member est composé de calcaire et de shale. Le calcaire d'Howell est recouvert par la formation de Chisholm (en) puis le calcaire de Dome (également chronostratigraphiquement notés Ꞓdh), formations géologiques du Cambrien moyen évoluant respectivement sur 66,8 et 94,4 à 100,5 m d'épaisseur,,. La formation de Chisholm est composée de calcaire, de shale olivâtre et de siltite, tandis que le calcaire de Dome contient de l'argile et du calcaire gris foncé à grain fin. La formation de Whirlwind (Ꞓww), datée du Cambrien moyen, succède au calcaire de Dome,. La formation de Whirlwind se développe sur environ 45 m d'épaisseur,,. Elle est composée de calcaires gris-olivâtre clair, brun clair et gris foncé ainsi que de shales gris et brun. La formation de Whirlwind est recouverte par le calcaire de Swasey (en) (Ꞓww),. Le calcaire de Swasey évolue sur 76 m d'épaisseur,. Ses roches consistent essentiellement en des shales, des argiles carbonatés, des calcaires gris moyen à foncé et contiennent de nombreux lits de grainstone oolithique et, plus rarement, de lits sédimentaires à caractère pisolithique,. Les schistes de Wheeler (Ꞓww), âgés d'environ 504 Ma, succèdent au calcaire de Swasey,. Les schistes de Wheeler se développent sur 128 à 148 m d'épaisseur,. Les roches des schistes de Wheeler consistent principalement en des calcaires argileux, des shales calcio-carbonatés et/ou argileux de couleur gris foncé à noir, ainsi qu'en de la calcisiltite (en),. La formation de Marjum (Ꞓmp), âgée d'environ 502 Ma, vient se superposer aux schistes de Wheeler,. La formation de Marjum évolue sur une épaisseur allant de 162 à 430 m,,. Elle est composée de shale calcio-carbonaté, de calcaire, de dolomite et de mudstone,,. La formation de Marjum, attestée uniquement dans la partie centrale du chaînon, autour du col de Marjum et du Wheeler Amphiteatrer, a pour équivalent chronostratigraphique la formation de Pierson Cove dans la partie nord (montagnes Swasey) et sur le flanc est du massif montagneux,,,,. La formation de Pierson Cove se développe sur 370 m d'épaisseur,. Elle est essentiellement composée de dolomites et de calcaires gris foncé.

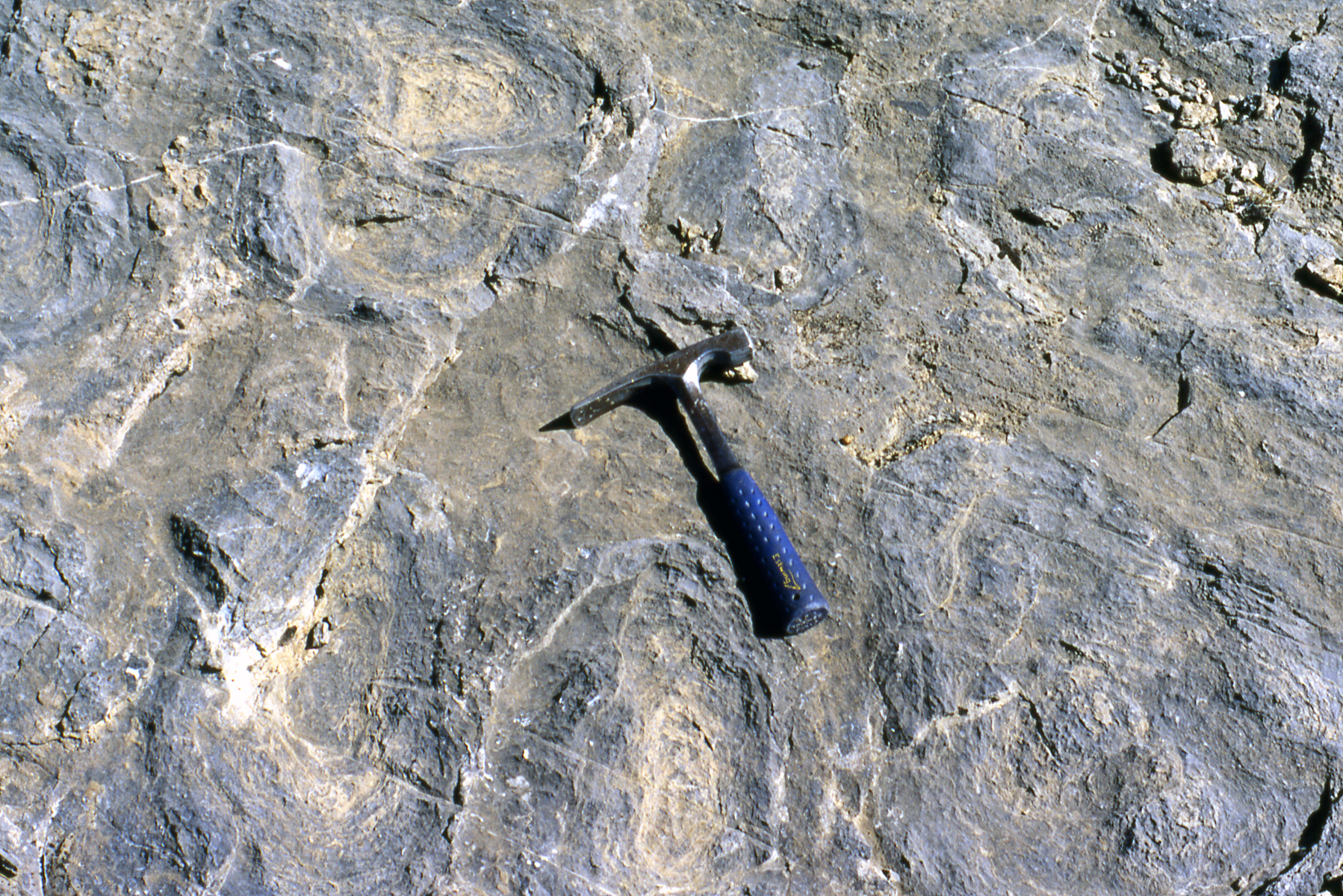
Affleurements de calcaires stromatolithiques, roches du Big Horse Limestone, unité stratigraphique de la formation d'Orr, ici au niveau de la crête d'Orr, dans le chaînon House.

La formation de Marjum est recouverte par la formation de Weeks (Ꞓlw), formation géologique du Cambrien moyen et supérieur,, âgée d'environ 499 Ma. Les roches de la formation de Weeks consistent essentiellement en des calcaires laminés de couleur gris foncé et à grain fin,,. Cette formation géologique évolue sur une épaisseur de 366 m,,. La formation de Weeks, dont l'aire d'extension est limitée à la ceinture entourant l'intrusion du pic Notch, au niveau du canyon North, a deux équivalents chronostratigraphiques latéraux : le calcaire de Trippe recouvert du dolomite de Lamb,,,,. Le calcaire de Trippe est constitué de deux unités stratigraphiques, le Lower member et le Fish Spring member dont les épaisseurs respectives sont 158 et 98 m,,. Le Lower member est constitué de lits de mudstone de couleur gris foncé alternés par des lits de dolomite laminée, tandis que le Fish Spring member est composé de shale et de calcaire gris. Le dolomite de Lamb, qui se développe sur 138 m d'épaisseur, est composé, à sa base, de dolomite oncolithique et pisolithique de couleur gris foncé et de dolomite blanc à gris clair dans sa partie sommitale,,. La formation d'Orr (notée Ꞓob et Ꞓou), datée du Cambrien supérieur, vient se superposer à la formation de Weeks et au dolomite de Lamb,,. La formation d'Orr se développe sur une épaisseur totale de 480,7 m. Elle est constituée de cinq unités stratigraphiques : le calcaire de Big Horse (noté Ꞓob), de 217,9 m d'épaisseur ; les schistes de Candland, de 125,6 m d'épaisseur ; le calcaire de Johns Wash, de 44,2 m d'épaisseur ; les schistes de Corset Spring, de 36,6 m d'épaisseur ; et le calcaire de Sneakover, de 56,4 m d'épaisseur,,,,. Les roches du calcaire de Big Horse, de même que celles des schistes de Candland, consistent en des calcaires stromatolithiques gris moyen, des calcarénites gris moyen et des calcisiltites (en) gris moyen,. Le calcaire de John Wash est composé de calcisiltites et de calcaires oolithiques gris moyen,. Les schsites de Corset Spring sont composés de shales olivâtres clairs, de calcarénites gris foncé et de calcisiltites gris foncé,. Les roches du calcaire de Sneakover consistent en des calcarénites gris moyen à gris foncé et de calcisiltites gris clair à gris moyen,.
Sud du chaînon House
La séquence stratigraphique du sud du chaînon débute avec la formation de Whirlwind recouverte par le calcaire de Swasey, lui-même recouvert par le calcaire de Eye of Needle,. Ces trois formations géologiques du Cambrien, notées Ꞓew, se développe respectivement sur 30 m, 140 m et 80 m d'épaisseur,. Le calcaire de Eye of Needle est uniquement composé de calcaire massif de couleur gris clair. La formation de Pierson Cove (Ꞓmp) succède au calcaire de Eye of Needle,. Elle évolue sur 439 m d'épaisseur,. La formation de Pierson Cove est recouverte par le calcaire de Trippe (Ꞓwt), lequel se développe sur une épaisseur totale d'environ 190 m,. La formation de Wah Wah Summit, également notée Ꞓwt, vient se superposer au calcaire de Trippe,. La formation de Wah Wah Summit est subdivisée en deux unités stratigraphiques : le Ledgy member, de 125 m d'épaisseur, et le White Marker member, de 52 m d'épaisseur,,. Le White Marker member est composé de couches de dolomite laminée de couleur gris clair intercalées par des lits de calcaire à grain fin, tandis que le Ledgy member est principalement composé de calcaire massif gris clair traversé par des lits de calcaire gris foncé associé à de la dolomite. La formation d'Orr repose sur la formation de Wah Wah Summit,. Dans la partie sud du massif montagneux, la formation d'Orr ne comprend que trois unités stratigraphiques : le calcaire de Big Horse, d'une épaisseur comprise entre 201 et 213 m, les schistes de Steamboat Pass, d'une épaisseur comprise entre 52 et 81 m et le calcaire de Sneakover, d'une épaiseur comprise entre 46 et 53 m,. Les schistes de Steamboat Pass, équivalent chronostratigraphique du calcaire de John Wash, est composé de shales olivâtres clairs, de calcistiltites gris moyen et gris foncé et de calcacérites gris moyen et gris foncé,.

###### Cambrien/Ordovicien
Dans la moitié nord comme dans la moitié sud du chaînon, la formation du pic Notch (en) (OꞒn), datée de l'Ordovicien inférieur et du Cambrien supérieur, vient se superposer à la formation d'Orr,,,. La formation du pic Notch est constituée de trois unités stratigraphiques : le Hellnmaria member, d'une épaisseur de 366,7 m au nord et 304,5 m au sud ; le Red Tops member, d'une épaisseur de 42,7 m et 40 m au sud ; et le Lava Dam member, d'une épaisseur de 110,9 m au nord et 77,4 m au sud,,,. Le Hellmnaria member est composé de chaille et de dolomite, le Red Tops member consiste principalement en des lits de grainstone bioclastique de couleur brun clair et gris et le Lava Dam member comporte uniquement du calcaire massif,.

###### Ordovicien
Dans la partie nord comme dans la partie sud du chaînon, le calcaire de House (en) (Oh), formation géologique datée de l'Ordovicien inférieur et appartenant au groupe de Pogonip (en) (noté Op), recouvre la formation du pic Notch,,,. Le calcaire de House se développe sur une épaisseur de 153 m dans la partie nord du massif et sur une épaisseur comprise entre 128 et 150 m dans la partie sud,. Les roches de la formation géologique consistent en des calcaires — calcilutite (en), calcarénite et calcisiltite — siliceux à grain fin de couleur gris moyen, généralement à caractère limoneux et contenant des particules quartziques et, dans une moindre mesure, à caractère chailleux,. La section centrale du calcaire de House présente un dépôt sablonneux brun de 6 m d'épaisseur et tandis que sa section sommitale est formée de 15 m de calcaire massif. La formation de Fillmore (Of), incluse au sein du groupe géologique de Pogonip datée de l'Ordovicien inférieur, se superpose au calcaire de House,,,. La formation de Fillmore, qui évolue sur une épaisseur de 550 m, est principalement constituée d'un conglomérat fait de siltites calcio-carbonatées insérées dans des matrices de calcarénites,,,. Le conglomérat est traversé par des lits de shale vert à gris-olivâtre associé à de petites quantités de calcaire à grain fin,. 
Dans la partie sud du chaînon, le calcaire de Wah Wah, suivi du calcaire de Juab, puis des schistes de Kanosh et de la formation de Lehman recouvrent la formation de Fillmore,,,. Ces quatre formations géologiques, qui constituent la section supérieure du groupe de Pogonip (notée Opu), se développent sur des épaisseurs respectives de 78-79 m, 48-49 m, 170-172 m et 52 à 64 m,,,. Le calcaire de Wah Wah est composé de calcisiltite entrecoupée par des lits de shale de couleur verdâtre clair à olivâtre. Le calcaire de Juab, en majeure partie constitué de calcisiltite limoneuse, présente quelques lits de shale. Les roches des schistes de Kanosh consistent principalement en des shales brun-olivâtre et brun-chocolat traversés par des lits de calcaires associés à des sables. Les roches de la formation de Lehman consistent essentiellement en des calcilutites limoneuses traversées par quelques lits de sables quartziques. Le quartzite de Watson Range, suivi par le dolomite de Crytal Peak, puis du quartzite d'Eureka (notés Oew) viennent se superposer à la formation de Lehman,,. Le quartztite de Watson Range, daté de l'Ordovicien moyen, qui évolue sur 53 à 76 m d'épaisseur, est composé de fins lits de quartzite vitreux de couleur gris clair,,. Le dolomite de Crystal Peak, daté de l'Ordovicien moyen,, qui se développe sur 27 m d'épaisseur, est formé de lits de 0,3 m à dominante de dolomites cristallins de couleur gris moyen,,. Le quartzite d'Eureka, daté de l'Ordovicien moyen et supérieur, se développant sur 143 à 170 m d'épaisseur, est constitué d'une base formée de quartzite limoneux de couleur gris clair et d'une partie sommitale formée de quartzite blanc,,. La dolomie d'Ely Springs (en) (Oes), datée de l'Ordovicien supérieur, recouvre le quartzite d'Eureka,,. La dolomie d'Ely Springs, d'une épaisseur totale de 192 m, est formée d'une succession de quatre unités : la première, l'Ibex Member, composée de sables quartziques insérés dans des matrices de dolomie de 9 m d'épaisseur ; la seconde, le Barn Hills Member, composée de dolomie massive, à structure cristalline fine et de couleur gris foncé de 48 m d'épaisseur ; la troisième, le Lost Canyon Member, composée de lits de dolomie gris foncé alternés par des lits de dolomie gris clair de 70 m d'épaisseur ; et la quatrième, le Floride Member, composée de dolomie massive, laminée, de couleur gris brunâtre de 41 m d'épaisseur.

###### Silurien et Dévonien
Dans le sud du massif montagneux, la dolomie de Laketown (en) (Sl), datée du Silurien moyen, séries de Llandovery et de Wenlock, recouvre la dolomie d'Ely Springs,. La dolomie de Laketown, de 300 m d'épaisseur, est constituée de calcaires magnésiés (en) massifs de couleur blanchâtre à gris clair traversés par des lits de calcaires siliceux associés à des sables calcio-carbonatés.
La dolomie de Laketown est recouverte par trois formations géologiques du Dévonien : la dolomie de Sevy (Dsy), de 400 m d'épaisseur ; la dolomie de Simonson (Ds), de 165 à 213 m d'épaisseur ; et la formation de Guilmette (Dg), de 747 à 795 m d'épaisseur,.

##### Mésozoïque

###### Jurassique

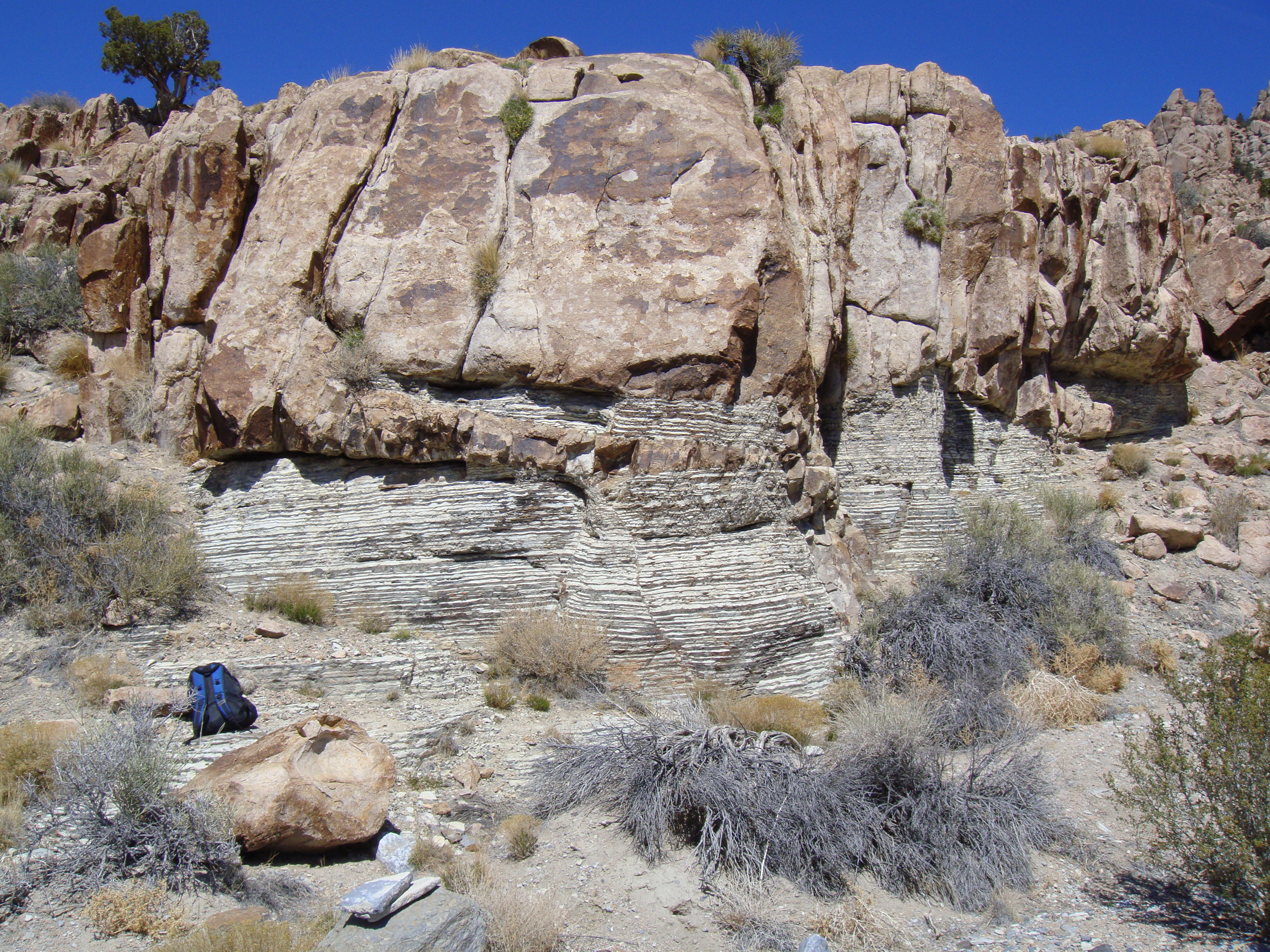
Affleurements de l'intrusion du pic Notch au sein des roches carbonatées de la formation de Marjum.

Au cours du Jurassique moyen, une intrusion se met en place dans les roches cambriennes d'une zone située autour du pic Notch,,. L'intrusion du pic Notch (notée Jg), un pluton d'abord identifié comme étant une laccolite puis comme étant un stock (en), est datée d'environ 170 Ma. Le massif de roches ignées est constitué de quartz monzonite,,, et de granite,. Les roches encaissantes se trouvant en contact avec le massif intrusif (l'auréole) contiennent de la pyrrhotite, la présence de ce minéral résultant de la transformation chimique de la pyrite et de la magnétite,. L'auréole de roches encaissantes affectée par l'intrusion contient également de la biotite associée à de l'anorthite, de la diopside et de l'andradite,. La zone d'intrusion, de forme quadrangulaire, s'étend sur 7 km de long pour 4 km de large.

###### Crétacé
La moitié nord du chaînon, au cours du Crétacé supérieur, est affectée par la mise en place d'une formation (notée Kbm) constituée de mylonites et de brèches issues de la transformation de roches du Cambrien,,. La formation, d'origine tectonique et longeant une faille transverse, atteint jusqu'à 9 m d'épaisseur,. Durant la même époque, la section de plaque sur laquelle repose l'intrusion du pic Notch et ses roches encaissantes du Cambrien, se déplace d'environ 16 km vers le sud-est. Ce morceau de plaque est cisaillé de plusieurs failles transverses parallèles à son axe de déplacement. Les strates cambriennes de la section de plaque sont alors découpées en blocs adjacents les uns aux autres et formés de roches atténuantes, cassantes, bréchées et plus vulnérables au phénomène d'érosion.

##### Cénozoïque

###### Tertiaire
Dans la partie sud du chaînon, les strates du Tertiaire sont séparées des strates du Dévonien par une importante discordance angulaire,, âgée de 26 à 28 Ma. Dans la partie nord du chaînon, deux dykes composés de diorites, probablement liés à l'activité volcanique survenue au cours de l'Éocène supérieur/Oligocène inférieur dans les montagnes Little Drum (séparées du chaînon House par la vallée Swasey Wash), se sont injectés dans les strates du Cambrien,. Le premier, situé au niveau du col Marjum, est orienté vers le nord-est et se développe sur 1,6 km de long pour 1 m de large. Le second, situé au niveau du pic Notch et également orienté vers le nord-est, se développe sur 5 km de long sur 1 m de large. Plusieurs autres dykes, probablement âgés de l'Oligocène, marquent l'extrémité nord du massif montagneux. Composés de latites, ils affleurent au sein de roches atténuantes et/ou brèchées. Les formations géologiques du tertiaire, notamment composées de rhyolites, de dacites, de tuf volcanique, et de calcaires lacustres, sont datées entre 35,4 et 30,5 Ma et se développent jusqu'à 471 m d'épaisseur dans la partie nord du chaînon et jusqu'à 1 225 m d'épaisseur dans la partie sud,.

###### Dépôts du Quaternaire
Les dépôts sédimentaires du Quaternaire, dans la moitié nord comme dans la moitié sud du chaînon, se développent sur 200 m d'épaisseur,,. D'origine et de nature variées, certains de ces dépôts sont alluviaux, d'autres lacustres et d'autres encore éoliens,,. Les dépôts sont en partie composés de sables et proviennent du désert de Sevier ainsi que du littoral du lac Bonneville,.

#### Orogenèse

##### Orogenèse de la section septentrionale
À l'instar des failles de la province géologique de Basin and Range, la majeure partie de l'orogenèse de la section septentrionale du chaînon s'est réalisée au cours du Cénozoïque supérieur,. Cette phase de formation de la section nord est précédée d'une première phase contemporaine de la tectonique survenue durant le Mésozoïque, phase au cours de laquelle quelques éléments structuraux du nord du chaînon House sont apparus,,,.

##### Orogenèse de la section centrale
L'orogenèse de la section centrale du chaînon est contemporaine de la fin de la tectonique du Mésozoïque « et/ou » survenue au Cénozoïque supérieur, contemporaine des failles de la province géologique de Basin and Range,.

##### Orogenèse de la section méridionale
De même que les failles de la province géologique de Basin and Range, la majeure partie de l'orogenèse de la section méridionale du chaînon s'est effectuée au cours du Cénozoïque supérieur. Cette phase de formation de la section sud est précédée d'une première phase contemporaine de la tectonique du Mésozoïque, phase au cours de laquelle quelques éléments structuraux du sud du chaînon House sont apparus,.

## Gisements et ressources minérales

### Aire naturelle des montagnes Swasey
La zone d'étude des ressources minérales de l'aire naturelle des montagnes Swasey recouvre une superficie de 139,11 km2.

### Aire naturelle du pic Howell
La zone d'étude des ressources minérales de l'aire naturelle du pic Howell recouvre une superficie de 58,89 km2.

### Aire naturelle du pic Notch
La zone d'étude des ressources minérales de l'aire naturelle du pic Notch recouvre une superficie de 113,31 km2.
Des skarns, qui se sont constitués au sein de l'auréole de roches encaissantes entourant l'intrusion du pic Notch, contiennent du tungstène et du molybdène. Au sein de la partie orientale de l'auréole, des gisements d'or ont été mis en évidence dans des filons de quartz. La partie septentrionale de l'auréole pourrait très probablement contenir d'autres gisements d'or ainsi que des gisements d'argent. Du cuivre natif a été mis en évidence dans les roches encaissantes situées en-dessous du massif intrusif. La partie nord de l'auréole contiennent probablement des gisements de cuivre, de plomb et de zinc. Un site géologique prospecté au début des années 1980 et se trouvant au sein du massif granitique intrusif présente des traces d'uranium et de thorium à des taux respectifs de 25 à 49 ppm et 125 à 483 ppm.